# 제프 앤더슨
제프 앤더슨(Jeff Anderson, 1970년 4월 21일 ~ )은 미국의 배우이다.

## 영화
- 점원들
- 도그마 (영화)
- 벌거 (영화)
- 제이 앤 사일런트 밥
- 점원들 2
- 잭 앤 미리 포르노 만들기

## 텔레비전 방송
- 스타워즈: 클론 전쟁 (2008년 애니메이션)